# Ronald Keeble
Ronald Keeble, född den 14 januari 1946 i London, Storbritannien, är en brittisk tävlingscyklist som tog OS-brons i lagförföljelsen vid olympiska sommarspelen 1972 i München.